# 美国的香蕉产业
美国的香蕉产业无论在规模和经济的影响都有限。虽然美国平均每年每人吃26磅（12公斤）香蕉，但绝大多数水果都是从主要是中美洲和南美洲的其他国家进口的。美国以前曾占领过含有香蕉种植园的地区，并通过如都乐水果公司和金吉達品牌國際等水果公司控制香蕉的进口。